# Андо, Кодзуэ
Кодзуэ Андо (яп. 安藤 梢; род. 9 июля 1982, Уцуномия) — японская футболистка, победительница женской Лиги чемпионов УЕФА сезона 2014—2015 года. Чемпионка мира 2011 года.

## Биография
Родилась 9 июля 1982 года в городе Уцуномия, префектура Тотиги, Япония.

### Клубная карьера
В 2002 году, во время учёбы в Университете Цукуба, Андо перешла из университетского клуба в «ФК Сайтама Рейнас» (позже «Урава Ред Даймондс»). В сезоне 2002 года Андо забила 10 голов и была удостоена награды «Young Player Awards». Она стала лучшим бомбардиром MVP в сезонах 2004 и 2009 годов. Также шесть раз выбиралась «Best Eleven». В 2010 году переехала в Европу, где играла за клубы немецкой женской Бундеслиги «Дуйсбург», «Франкфурт» и «Эссен». Во «Франкфурте» она выиграла женскую Лигу чемпионов УЕФА сезона 2014—2015 года. В июне 2017 года она вернулась в Японию и вновь начала играть за клуб «Урава Ред Даймондс».
За годы своей клубной карьеры сыграла 314 матчей и забила 140 голов.

### Карьера в сборной
В июне 1999 года, в возрасте 16-ти лет, она была включена в сборную Японии на чемпионат мира по футболу среди женщин 1999 года. На этом чемпионате 26 июня дебютировала против сборной Норвегии. Всего Андо четыре раза играла на чемпионатах мира и трижды на летних Олимпийских играх.
На чемпионате мира 2011 год сборная Япония в финале в серии пенальти победила сборную США, Андо входила в стартовый состав своей команды. Также завоевала серебряную медаль на летних Олимпийских играх 2012 года в Лондоне. 
На чемпионат мира 2015 года Андо вошла в состав японской сборной, которая дошла до финала. В этом финале Андо не смогла принять участия: в первом матче группового турнира против Швейцарии должна была пробить пенальти, но в этот момент получила травму. Эта игра стал для неё последней в составе сборной Японии. 
Всего за сборную сыграла 126 матчей и забила 19 голов.

### Образование
Андо окончила женскую среднюю школу Уцуномия. В мае 2018 года она получила степень доктора наук в области физического воспитания, здравоохранения и спорта в Университете Цукуба.